# Соверато Супериоре (Катанцаро)
Соверато Супериоре је насеље у Италији у округу Катанцаро, региону Калабрија.
Према процени из 2011. у насељу је живело 1649 становника. Насеље се налази на надморској висини од 114 м.